# Гвишиани, Джермен Михайлович
Джермен Миха́йлович Гвишиа́ни (24 декабря 1928 — 18 мая 2003) — советский и российский философ

, социолог, специалист в области управления. Доктор философских наук, профессор, академик АН СССР (1979). Член ВКП(б) с 1951 года.

## Биография
Джермен Гвишиани родился в Ахалцихе (Грузия); сын генерала НКВД Михаила Максимовича Гвишиани (1905—1966), который якобы и придумал сыну имя Джермен, сложив первые буквы фамилий Дзержинского и Менжинского, руководителей НКВД/ОГПУ в 1919—1926 и 1926—1934 соответственно.
Окончил Московский институт международных отношений (1951). В 1951—1955 годах служил в ВМФ. Окончил аспирантуру под руководством профессора Т. И. Ойзермана, в 1961 году защитил кандидатскую диссертацию «Социология американского менеджмента». В 1960—1968 годах преподавал на философском факультете МГУ.
С 1955 года работал в Государственным научно-техническом комитете Совета Министров СССР (в 1961—1965 Государственный комитет Совета Министров СССР по координации научно-исследовательских работ, с 1965 Государственный комитет СМ СССР по науке и технике — ГКНТ СССР), был заместителем председателя (во время работы некоторое время одним из его подчинённых являлся полковник О. В. Пеньковский). В 1985—1986 годах — заместитель председателя Госплана СССР.
Докторская диссертация «Американская теория организационного управления» (1969). Член-корреспондент АН СССР с 24 ноября 1970 года по Отделению философии и права, действительный член с 15 марта 1979 года.
Член Римского клуба; совместно с лордом С. Цукерманом и М. Банди организатор Международного института прикладного системного анализа (МИПСА) в Лаксенбурге (Австрия), председатель научного совета. С 1976 года — директор новосозданного Всесоюзного НИИ системного анализа ГКНТ и АН СССР (ВНИИСИ), который был задуман как советский филиал МИПСА; с 1992 года — почётный директор Института системного анализа РАН. 
Почётный доктор Пражской высшей экономической школы, член Шведской королевской академии инженерных наук, член Финской академии технических наук, почётный доктор Хельсинкской школы экономики, член Американской академии управления, член Международной академии управления, академик РАЕН (1990).
Умер 18 мая 2003 года, похоронен на Троекуровском кладбище.

## Награды и премии, признание
- Почётный гражданин и посол доброй воли города Хьюстон (Техас, США).
- Государственная премия РСФСР имени братьев Васильевых (1979) — за участие в создании научно-популярного фильма «Дорогами НТР» (1976).
- Орден Трудового Красного Знамени и медали.
- Большой Золотой знак почёта со Звездой — высший национальный орден Австрии (1992)[5].
- Лауреат международной премии «Золотой Меркурий».

В его честь назван Международный фонд академика Гвишиани.
8 августа 1998 года в честь Д. М. Гвишиани назван астероид 6574 Gvishiani, открытый в 1976 году астрономом Н. С. Черных.

## Семья
С января 1948 года был женат на дочери А. Н. Косыгина — Людмиле Алексеевне (1928—1990), библиотековеде, дети Татьяна и Алексей. Последний является известным учёным-геоинформатиком, академиком РАН и директором Геофизического центра РАН.

## Основные работы
Книги
- Социология бизнеса. Критический очерк американской теории менеджмента. — М.: Соцэкгиз, 1962. — 195 с.
- Гвишиани Д. М., Лисичкин В. А. Прогностика. — М.: Знание, 1968. — 91 с.
- Социальная роль науки и научная политика. — М., 1968.
- Организация и управление: социологический анализ буржуазных теорий, М.: Наука, 1970.
- Эволюция форм организации науки в развитых капиталистических странах. — М.: Наука, 1972.
- Вопросы теории и практики управления и организации науки. — М.: Наука, 1975.
- Методологические проблемы моделирования глобального развития. — М., 1977.
- Гвишиани Д. М., Брыкин В. А., Патоличев Н. С. и другие. За материализацию разрядки. — М.: Международные отношения, 1980.
- Научно-техническая революция: Социализм, культура, человек. — М.: Наука, 1981.
- Гвишиани Д. М., Митин М. Б. и другие. Техника, общество, человек: Критика буржуазных концепций «философии техники». — М.: Знание, 1981.
- Гвишиани Д. М., Фролов И. Т. и другие Социализм и наука. — М.: Наука, 1981.
- Гвишиани Д. М., Фролов И. Т. и другие. Экологическая пропаганда в СССР. — М.: Наука, 1984.
- Природа моделей и модели природы. — М.: Мысль, 1986.
- Гвишиани Д. М., Фролов И. Т. Социализм и прогресс человечества. — М.: Политиздат, 1987.
- Гвишиани Д. М., Шаталин С. С., Гайдар Е. Т. и другие. Организация управления: Проблемы перестройки. — М.: Экономика, 1987.
- Гвишиани Д. М., Велихов Е. П., Лейбин В. М. и другие. Моделирование процессов мирового развития и сотрудничества. — М.: Наука, 1991. — ISBN 5-02-010521-X.
- Гвишиани Д. М., Бунич П. Г. Организация и управление. — М.: Издательство МГТУ, 1998. — ISBN 5-7038-1324-7.
- Мосты в будущее. — М.: УРСС, 2004. — ISBN 5-354-00239-7.
- Избранные труды по философии, социологии и системному анализу. — М.: Канон+, 2007. — ISBN 5-88373-193-7.

Статьи
- Диалектико-материалистические основания системных исследований // Диалектика и системный анализ. — М., 1986.